# Lossiemouth

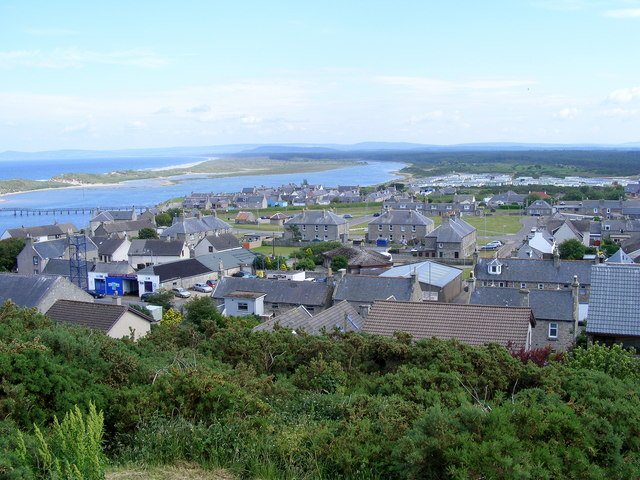
Vue de Lossiemouth

Lossiemouth (gaélique : Inbhir Losaidh) est une ville de Moray, en Écosse. À l'origine le port appartenait à Elgin, puis il devient un important port de pêche. Bien que la zone soit habitée depuis l'an 1000, la ville actuelle s'est formée au cours des derniers 250 ans et est composée de quatre communautés distinctes, qui ont fini par fusionner en une seule. De 1890 à 1975, c'est un Police burgh (en), connu sous le nom de Lossiemouth and Branderburgh. Elle compte au début du XXIe siècle, 6 803 habitants.
Stotfield, le premier village d'importance, se trouvait au nord-ouest de la ville actuelle. Ensuite vient Seatown, une petite zone entre la rivière et le canal comportant 52 maisons, dont 51 baraquements de pêcheurs. À la suite de la décision de construire un nouveau port sur la Lossie, la ville de Lossiemouth est planifiée au XVIIIe siècle est construite en dessous de Coulard Hill. Branderburgh forme le développement final de l'agglomération au XIXe siècle. Cette partie de la ville est développée à la suite du nouveau port et couvre Coulard Hill, ce qui rend la ville visible de loin.
La base aérienne, RAF Lossiemouth, de la Royal Air Force
, forme une part importante de la ville. Établie en 1939, elle abrite 3 escadrons opérationnels de Tornado GR4, la Tornado GR4 Operational Conversion Unit, ainsi que les hélicoptères de recherche et sauvetage Westland Sea King.

## Préhistoire et histoire
Au Carnien, il y a plus de 230 millions d'années, une jungle tropicale croissait à Lossiemouth, et des animaux préhistoriques comme Scleromochlus y ont laissé leurs fossiles.

### Des Romains au Moyen Âge
Bien que les Romains n'aient jamais conquis le nord de l'Écosse, leur flotte se rend à plusieurs reprises sur la côte de la baie de Moray Firth. Des possibles camps romains ont été découverts à Thomshill, Birnie, près d'Elgin et à Easter Galcantray (en), Cawdor, Nairnshire

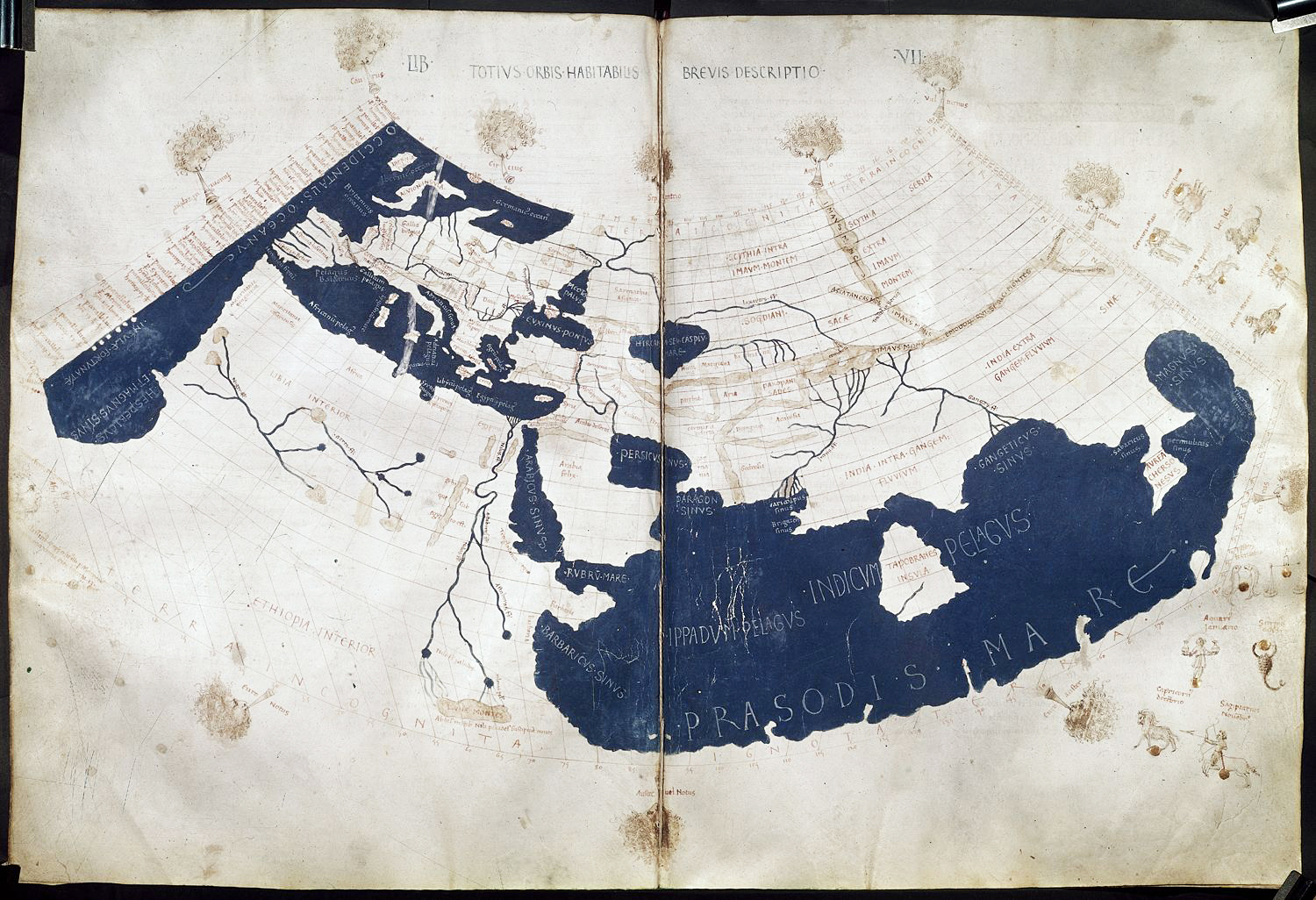
Carte du monde de Ptolémée

L'astronome et géographe gréco-romain Claudius Ptolemaeus, plus connu sous le nom de Ptolémée (c. 90 – c. 168), décrit dans le chapitre 2 de son Geographia titré Albion Island of Britannia l'embouchure de la Lossie comme l'ostium Loxa Fluvius.
Les habitations humaines dans la région ont une longue histoire. Saint-Gervat (en), ermite celte retiré dans une grotte face à l'embouchure du Loch Spynie. Le promontoire rocheux est connu comme Holyman's Head et on dit que Gervadius marchait sur ce promontoire et agitait une torche pour prévenir les bateaux du danger des rochers. Gervais meurt en 934 et sa grotte fait l'objet d'un pèlerinage jusqu'au XVIe siècle.
Le village situé à l'embouchure de la rivière a des relations particulières avec le burgh royal d'Elgin. Une discussion entre Alexander Bur, évêque de Moray et John Dunbar, 4e comte de Moray a été enregistrée en 1383. Elle concernait la propriété du port de Losey. Ce document indique que Losey était généralement reconnu comme dépendant des propriétés épiscopales. La description du port par l'évêque suggère qu'il se trouvait bien en aval du port de pêche de Spynie. Il semble que Losey était d'ailleurs plus un port commercial qu'un port de pêche, utilisé pour contrebalancer le port de Findhorn du burgh royal de Forres. La dispute avec le comte de Moray semble avoir été plus loin, puisque la même année le comte offre aux responsables d'Ergin d'utiliser son port à l'entrée de la Spey sans taxes, pour prendre le marché à l'évêque. Le port et la pêcherie sont à nouveau mentionnés en 1551.
Le loch et la rivière sont séparés vers 1600. Une succession de tempêtes, a bâti des bancs de sable qui ont finalement obturé l'ouverture vers la mer. Pour éviter les inondations, l'évêque protestant Alexander Douglaas décide en 1609 de prendre des mesures pour écarter la rivière Lossie du loch. On peut encore aujourd'hui observer l'angle droit qui semble non naturel entre Caysbriggs et Inchbroom qui indique l'emplacement de la déviation.
Lossiemouth prend son origine dans cinq communautés distinctes qui au fil du temps se rassemblent pour n'en donner qu'une seule. Ces communautés sont Kinneddar, Stotfield, Seatown, Lossiemouth et Branderburgh. Les plus anciennes d'entre elles sont Kinnedar et Stotfield.